# 赤堀四郎
赤堀 四郎（あかほり しろう、1900年10月20日 - 1992年11月3日）は、日本の生化学者（生物有機学）。勲等は勲一等。学位は理学博士（東北帝国大学・1931年）。大阪大学名誉教授。日本学士院会員、大阪大学総長、理化学研究所理事長などを歴任した。

## 概要
苦学しながら醤油の香り成分の研究などで業績を残した。日本学士院会員、大阪大学総長、理化学研究所理事長を歴任し、勲一等を贈られた。日本学士院、ドイツ自然科学アカデミー・レオポルディーナ、ソビエト連邦科学アカデミーなどの会員に選ばれている。また、アメリカ生化学会名誉会員、静岡県小笠郡大東町名誉市民などの称号を贈られている。

## 来歴

### 生い立ち
1900年（明治33年）、静岡県小笠郡千浜村（現・掛川市千浜）で小学校教師の赤堀秀雄と妻・しのの息子として生まれた。兄弟が多く家計は苦しかったが、父から鈴木梅太郎やキュリー夫妻の話を聞いて育った。母の営む養蚕業を手伝いながら、1913年（大正2年）に千浜村立千浜尋常小学校（現・掛川市立千浜小学校）を卒業した。
翌年、叔父の勧めで上京し、叔母の家に住みながら大蔵省の給仕として働き、やがて同省専売局の化学分析室に移った。働きながら錦城中学校（現・錦城学園高等学校）の夜間部に通ったが、叔父・沖卵太郎の支援を受けて同校の昼間部に移り、さらに千葉医学専門学校薬学科（現・千葉大学薬学部）に進学した。

### 東北大学
1921年（大正10年）に同校を卒業し、桃谷順天館に入社した。同社から東京帝国大学（現・東京大学）理学部講師の西沢勇志智の助手として派遣され、同年夏に西沢とともに東北帝国大学（現・東北大学）教授眞島利行の研究室で研究を行った。翌年、赤堀本人の希望と西沢の勧めから東北帝大理学部化学科に入学。西沢の知人である味の素課長・高山義太郎の助けもあって味の素から奨学金を得ることができ、1924年（大正13年）には眞島研究室に配属された。
研究室では眞島の勧めで醤油の香り成分の抽出に取り組んだ。1925年（大正14年）、東北帝大を卒業。この後もアミノ酸と糖の反応（赤堀反応を参照）、イミダゾールに関する研究などを進め、1930年（昭和5年）に東北帝国大学理学部の講師に就任して酵素の講義を受け持ち、同年11月に眞島の姪・岡田和子と結婚した。翌1931年には理学博士の学位を取得し、長男も誕生している。論文の題は「アミノ酸及その誘導體に關する研究」。

### 留学
1932年（昭和7年）からヨーロッパに留学し、ベルリンでドイツ語を学んだ後、プラハのプラハ＝ドイツ大学で酵素化学を学んだ。また、プラハでは三浦環の蝶々夫人を観劇している。1934年（昭和9年）からはアメリカのコロンビア大学に渡り、ジョン・ノースロップの研究室で消化酵素の結晶化の研究を行なった。

### 帰国後
翌年正月に帰国し、同年大阪帝国大学の助教授に就任している。1939年（昭和14年）には同大学理学部教授に昇任した。太平洋戦争中はガスマスクの開発にも従事し、シアン化水素の吸収材として銅と生糸を軽石にまぶしてガスマスクに詰めた。戦後、赤堀はこれが戦時協力に当たるかと思い、郷里に帰って農業を営むことも考えた。しかし、実際にはむしろGHQによって教員適格審査委員会の委員長に任命されている。この頃の教え子に、大阪大学の総長となった山村雄一らがいる。この後、『蛋白質を構成するアミノ酸の結合状態に関する研究』により、1955年（昭和30年）に日本学士院賞を受賞した。
1958年（昭和33年）、大阪大学蛋白質研究所が創立されると所長に就任した。1960年（昭和35年）には同大学総長となり、基礎工学部の設立や千里丘陵へのキャンパス移転に尽力した。1965年にはそれまでの功績から文化勲章を受章。また1966年（昭和41年）から1970年（昭和45年）にかけては理化学研究所の理事長を務めた。1975年（昭和50年）、勲一等瑞宝章を受章。1983年（昭和58年）に夫妻そろってカトリックの洗礼を受けた。1992年11月3日に老衰のため92歳で逝去。

## 研究
東北帝国大学での研究では、醤油のエーテル抽出物を塩化第二水銀で処理することによって硫黄を含むアミノ酸の結晶化に成功した。この反応ではメチオニンが発酵してメチオノールが生成しており、香りの主成分は中間体のメチオナールであることを明らかにしている。
プラハでの研究では、ニシンの肝臓に含まれるタンパク質・クルペインの中のプロリンについて定量を行なった。この結果、エールリッヒ試薬で呈色するのがプロリンではなくコラーゲンのタンパク質・オキシプロリンであることを明らかにし、肝臓病の診断に役立てられた。
また、戦後は戦前から手掛けていたタカジアスターゼの研究を再開し、成分の酵素であるタカアミラーゼAの結晶化に成功した。さらにミオグロビンやインスリンの結晶化も行なっている。また、ロケット燃料として豊富に作られたヒドラジンを使ってタンパク質のC末端のアミノ酸を同定する方法を開発した。

## 人物
赤堀の名前の読み方について、
出身地である千浜村、およびその周辺地域（小笠郡菊川町、榛原郡初倉村、榛原郡金谷町、志太郡島田町等）では、「赤堀」姓はよく見られる苗字である。しかし、それらは「アカホリ」と読むのが一般的であり、群馬県のように「アカボリ」と呼称する例は皆無である。掛川市（旧千浜村）の公式ウェブサイトでも「あかほり」と表記している。
しかし、文献などでは、「あかぼり」と振り仮名を振っている例が散見される。これは、ドイツ留学時に名前を呼ばれるときにAKAORI=アカオリと発音され、それが本人にはアカオニ=赤鬼と聞こえ、それを嫌った四郎が「Akabori」表記にしたことに起因する。座右の銘は「雪梅花埋 不能埋香」。現在、孫の原邦雄がその思いを引き継ぎ、「ほめ育」という教育メソッドを世界に広げている。

## 顕彰
赤堀の故郷である大浜町（旧千浜村）は、その業績を記念し1966年に「名誉市民」の称号を贈った。大浜町は城東村と合併し大東町となったが、大東町も同名の称号を贈っている。1991年には、大東町立千浜小学校に赤堀の胸像が建立されている。

## 略歴
- 1900年 - 誕生。
- 1913年 - 千浜尋常小学校卒業。
- 1914年
  - 大蔵省主税局関税課給仕。
  - 錦城中学校夜間部入学。
- 1916年 - 錦城中学校昼間部4年編入。
- 1918年
  - 錦城中学校卒業。
  - 千葉医学専門学校薬学科入学。
- 1921年
  - 千葉医学専門学校薬学科卒業。
  - 桃谷順天館入社。
  - 東北帝国大学理学部化学科入学。
- 1925年
  - 東北帝国大学理学部化学科卒業。
  - 東北帝国大学大学院入学。
- 1930年
  - 東北帝国大学大学院修了。
  - 東北帝国大学理学部講師。
- 1931年 - 理学博士取得。
- 1935年 - 大阪帝国大学理学部助教授。
- 1939年 - 大阪帝国大学理学部教授。
- 1947年 - 大阪大学理学部学部長。
- 1949年 - 大阪大学一般教養部部長。
- 1953年
  - 大阪大学理学部学部長。
  - 東京大学応用微生物研究所教授。
- 1958年 - 大阪大学蛋白質研究所所長。
- 1960年 - 大阪大学総長。
- 1966年
  - 大阪大学名誉教授。
  - 理化学研究所理事長。
- 1992年 - 死去。

## 賞歴
- 1950年 - 日本化学会賞受賞。
- 1955年 - 日本学士院賞受賞。
- 1966年 - 大浜町名誉市民。
- 1973年 - 大東町名誉市民。

## 栄典
- 1965年11月 - 文化勲章受章。
- 1975年4月 - 勲一等瑞宝章受章。

## 著作

### 単著
- 赤堀四郎著『アミノ酸及蛋白質』共立出版、1944年。
- 赤堀四郎著『生化學序説』岩波書店、1957年。

### 共著
- 赤堀四郎・谷久也共著『蛋白質』三共出版社、1948年。
- 赤堀四郎・奥村重雄共著『解説有機化學』共立出版、1950年。
- 赤堀四郎・松井邦夫著『生體内反應論』1巻、岩波書店、1956年。
- 赤堀四郎・奥村重雄共著『解説有機化学』改新版、共立出版、1956年。

### 編纂
- 林太郎ほか[5]編『高等学校化学』好学社、1955年。
- 赤堀四郎ほか編 『高等学校化学』好学社、1957年。

### 寄稿
- 赤堀四郎稿「蛋白質の化學構造に就て」日本化學會編『最近化學綜説集』日本化學會、1939年。
- 赤堀四郎稿「生化学的触媒反応」學術研究會議編『化学綜報』1輯、岩波書店、1941年。
- 赤堀四郎稿「最近の酵素化学」日本化学会・近畿化学工業会共編『最新の化学とその応用』1集、工業通信社、1949年。
- 林繁彌・赤堀四郎稿「プロテアーゼ」兒玉桂三ほか著『酵素實驗法』河出書房、1950年。